# ×Schnellerathyrium
xSchnellerathyrium, hibridni rod papratnica, dio porodice Athyriaceae. Jedina vrsta je xS. ×reichsteinii iz  Njemačke, Švicarske i europske Rusije
Rod je opisan 2020.

## Sinonimi
- Athyrium ×reichsteinii Schneller & Rasbach
- Athyrium ×reichsteinii ssp. microderris Rasbach, Reichst. & Schneller
- Athyrium ×reichsteinii ssp. praetermissum Rasbach, Reichst. & Schneller